# Evangelische kerk en gemeenschap van Craiova
De Evangelische Kerk van Craiova (Roemeens: Biserica și Comunitatea Evanghelică din Craiova) is gebouwd tussen 1870-1872 naar ontwerp van architect Lindhorst, in de Roemeense stad Craiova. Deze kerk is in neogotische stijl gebouwd en is tevens de oudste protestantse kerk van Oltenië. De Evangelische Gemeenschap van Craiova is in de 19e eeuw ontstaan, toen verschillende protestanten van andere etnische groepen (Oostenrijkers, Pruisen, Russen, Engelsen) zich tijdelijk of definitief vestigden in de stad.
In mei 1861 viel de Evangelische Gemeenschap onder de Pruisische Kerkgemeenschap voor religieuze doeleinden. De Pruisische staat dwong zichzelf hiermee om te moeten zorgen voor en het onderhouden van goed functionerende scholen en priesters en de salarissen van de mensen die alles moeten regelen. In 1881 stichtte de gemeenschap de Școală Confesională Evanghelică (Confessionele Evangelische School), gelegen achter de kerk. Op die datum telde de school 131 leerlingen, drie leerkrachten en de pastoor van de gemeenschap. De school heeft gefunctioneerd tot 1945. De 'Evangelische Lutheranistische Gemeenschap van Craiova' is lid van de 'Evangelische kerken van Roemenië'.
Tegenwoordig telt de Evangelische Gemeenschap van Craiova slechts 34 gelovigen. De heilige dienst en de keizerlijke feestmaal van de pastoors en priesters van de Consistoriul Districtual Evanghelic C.A. Sibiu vinden plaats op de eerste zondag van iedere maand.
De kerk is gedeclareerd tot historisch monument. Er bevindt zich een museum in de kerk.